# Фабіан Гіфер
Фабіан Гіфер (нім. Fabian Giefer, нар. 17 травня 1990, Аденау, ФРН) — німецький футболіст, воротар «Аугсбурга». Грав за юнацькі збірні Німеччини.

## Клубна кар'єра
Народився 17 травня 1990 року в місті Аденау, проте ріс у Бланкенгайм і почав займатися футболом у клубі «Оберар».
Згодом перебрався до академії «Баєр 04» і з 2008 року почав потрапляти до заявки основної команди клубу. Утім здебільшого протягом наступних чотирьох сезонів грав за другу команду «аптекарів».
2012 року перейшов до «Фортуни» (Дюссельдорф), де став основним воротарем команди, утім в сезоні 2012/13 не допоміг команді втриматися у Бундеслізі і наступний сезон провів граючи за неї у другому німецькому дивізіоні. 
Влітку 2014 року уклав контракт із «Шальке 04», де став одним з резервних голкіперів і з'являвся на полі лише епізодами.
Першу половину 2017 року провів в оренді в англійському «Бристоль Сіті», а влітку того ж року став гравцем «Аугсбурга», де також не зумів стати гравцем основного складу.

## Виступи за збірні
2007 року дебютував у складі юнацької збірної Німеччини (U-17), загалом на юнацькому рівні взяв участь у 8 іграх.
Протягом 2011–2012 років викликався до лав молодіжної збірної Німеччини, у складі якої, утім, так й не дебютував.